# ÖNWB Ic
Az ÖNWB Ic és Id gyorsvonati szerkocsisgőzmozdony-sorozatok voltak az Osztrák Északnyugati Vasútnál (Österreichische Nordwestbahn, ÖNWB), majd az államosítás után a cs. kir. osztrák Államvasutaknál (k.k. österreichischen Staatsbahnen, kkStB).

## Története
Az új Ic sorozatú (Nr.: 84-92) mozdonyokat 1881-ben szállította a Bécsújhelyi Mozdonygyár. A mozdonyok főbb méretei megegyeztek az Ib sorozatéval. A kerékpárszekrények szász minta szerint áttörtek voltak.
1884-ben a StEG nyolc darab mozdonyt szállított ebből a típusból. Ezeket az Id sorozatba (Nr.: 93-100) osztották be. Az Ic sorozathoz képest az állókazánjuk 100 mm-rel hosszabb volt és így a tűzcsövei rövidebbek.
Öt mozdony (84, 97-100) segédüzembe került, ezek később hosszú füstkamrássá lettek átépítve. A 100-as ezenkívül füstterelőt is kapott. Ezek a mozdonyok később Josefstadt-ba (Jaroměř) kerültek, míg a többi Bécsben maradt. A 84-es 1898-ban új kazánt kapott. Utoljára valamennyi Ic és Id sorozatú gépet Csehországban (Elbeltalbahn, Elba-völgyi Vasút) használták.
Az 1907-es államosítás után az Ic sorozat a kkStB-nél a 301.01-09, az Id sorozat a 301.10-17 pályaszámokat kapták. Az első világháború után az összes mozdony a Csehszlovák Államvasutakhoz (ČSD) került ahol a 301.03-at és a 301.15-öt  selejtezték, a többi a ČSD 250.0 sorozatba került, melyeket 1925 és 1931 között selejteztek.

## Műszaki adatok
| ÖNWB Ic és Id kkStB 301 sorozat ČSD 252.0 sorozat | ÖNWB Ic és Id kkStB 301 sorozat ČSD 252.0 sorozat | ÖNWB Ic és Id kkStB 301 sorozat ČSD 252.0 sorozat | ÖNWB Ic és Id kkStB 301 sorozat ČSD 252.0 sorozat | ÖNWB Ic és Id kkStB 301 sorozat ČSD 252.0 sorozat | ÖNWB Ic és Id kkStB 301 sorozat ČSD 252.0 sorozat |
| Műszaki adatok                                    | Műszaki adatok                                    | Műszaki adatok                                    | Műszaki adatok                                    | Műszaki adatok                                    | Műszaki adatok                                    |
| ------------------------------------------------- | ------------------------------------------------- | ------------------------------------------------- | ------------------------------------------------- | ------------------------------------------------- | ------------------------------------------------- |
| Pályaszám:                                        | ÖNWB Ic 84–92 kkStB 301.01–09 ČSD 252.001–008     | ÖNWB Ic 84–92 kkStB 301.01–09 ČSD 252.001–008     | ÖNWB Ic 84–92 kkStB 301.01–09 ČSD 252.001–008     | ÖNWB Ic 84–92 kkStB 301.01–09 ČSD 252.001–008     | ÖNWB Id 93–100 kkStB 301.10–17 ČSD 252.009–015    |
| Darabszám:                                        | ÖNWB: 9 kkStB: 9 (ÖNWB-től) ČSD: 9 (kkStB-től)    | ÖNWB: 9 kkStB: 9 (ÖNWB-től) ČSD: 9 (kkStB-től)    | ÖNWB: 9 kkStB: 9 (ÖNWB-től) ČSD: 9 (kkStB-től)    | ÖNWB: 9 kkStB: 9 (ÖNWB-től) ČSD: 9 (kkStB-től)    | ÖNWB: 8 kkStB: 8 (ÖNWB-től) ČSD: 8 (kkStB-től)    |
| Gyártó:                                           | Bécsújhely                                        | Bécsújhely                                        | Bécsújhely                                        | Bécsújhely                                        | StEG                                              |
| Gyártásban:                                       | 1881                                              | 1881                                              | 1881                                              | 1881                                              | 1884                                              |
| Selejtezés:                                       | 1925–1931                                         | 1925–1931                                         | 1925–1931                                         | 1925–1931                                         | 1925–1931                                         |
| Jelleg:                                           | 2'B n2                                            | 2'B n2                                            | 2'B n2                                            | 2'B n2                                            | 2'B n2                                            |
| Hossz:                                            | 8 800 mm                                          | 8 800 mm                                          | 8 800 mm                                          | 8 800 mm                                          | 8 800 mm                                          |
| Hossz szerkocsival:                               | 14 600 mm                                         | 14 600 mm                                         | 14 536 mm                                         | 14 536 mm                                         | 14 536 mm                                         |
| Magasság:                                         | 4 400 mm                                          | 4 400 mm                                          | 4 400 mm                                          | 4 400 mm                                          | 4 400 mm                                          |
| Hajtókerék-átmérő:                                | 1 900 mm                                          | 1 900 mm                                          | 1 900 mm                                          | 1 900 mm                                          | 1 900 mm                                          |
| Futókerékátmérő:                                  | 989 mm                                            | 989 mm                                            | 989 mm                                            | 989 mm                                            | 989 mm                                            |
| Csatolt kerekek tengelytávolsága:                 | 2 300 mm                                          | 2 300 mm                                          | 2 300 mm                                          | 2 300 mm                                          | 2 300 mm                                          |
| Össztengelytávolság:                              | 5 900 mm                                          | 5 900 mm                                          | 5 900 mm                                          | 5 900 mm                                          | 5 900 mm                                          |
|                                                   | 1881                                              | 1886 után                                         | No. 84 1898 után                                  | a többi Ic 1898 után                              | Id                                                |
| Tengelytávolság szerkocsival:                     | k.A.                                              | k.A.                                              | 11 335 mm                                         | 11 335 mm                                         | 11 385 mm                                         |
| Üres tömeg:                                       | 38,5 t                                            | 39,0 t                                            | 39,0 t                                            | 39,0 t                                            | 39,0 t                                            |
| Szolgálati tömeg:                                 | 43,0 t                                            | 43,0 t                                            | 43,0 t                                            | 43,0 t                                            | 43,0 t                                            |
| Tapadási tömeg:                                   | 24,6 t                                            | 24,2 t                                            | 24,2 t                                            | 24,2 t                                            | 24,6 t                                            |
| Szolgálati tömeg szerkocsival:                    | 71,0 t                                            | 71,0 t                                            | 71,0 t                                            | 71,0 t                                            | 71,0 t                                            |
| Csőfűtőfelület:                                   | 103,0 m²                                          | 105,0 m²                                          | 103,5 m²                                          | 105,0 m²                                          | 103,5 m²                                          |
| Sugárzó fűtőfelület:                              | 8,0 m²                                            | 8,0 m²                                            | 8,4 m²                                            | 8,0 m²                                            | 8,4 m²                                            |
| Rostélyfelület:                                   | 1,80 m²                                           | 1,80 m²                                           | 1,90 m²                                           | 1,80 m²                                           | 1,90 m²                                           |
| Gőznyomás:                                        | 10 atm                                            | 10 atm                                            | 10 atm                                            | 10 atm                                            | 10 atm                                            |
| Hengerátmérő:                                     | 410 mm                                            | 410 mm                                            | 410 mm                                            | 410 mm                                            | 410 mm                                            |
| Dugattyúlöket:                                    | 632 mm                                            | 632 mm                                            | 632 mm                                            | 632 mm                                            | 632 mm                                            |
| Szerkocsi típusa:                                 | nincs adat                                        | nincs adat                                        | 26                                                | 26                                                | 26                                                |
| Vezérlés:                                         | Stephenson                                        | Stephenson                                        | Stephenson                                        | Stephenson                                        | Stephenson                                        |
| Teljesítmény:                                     | 480 LE                                            | 480 LE                                            | 480 LE                                            | 480 LE                                            | 480 LE                                            |
| Legnagyobb sebesség:                              | 80 km/h                                           | 80 km/h                                           | 80 km/h                                           | 80 km/h                                           | 80 km/h                                           |

## Megőrzött gőzmozdonyok a sorozatból

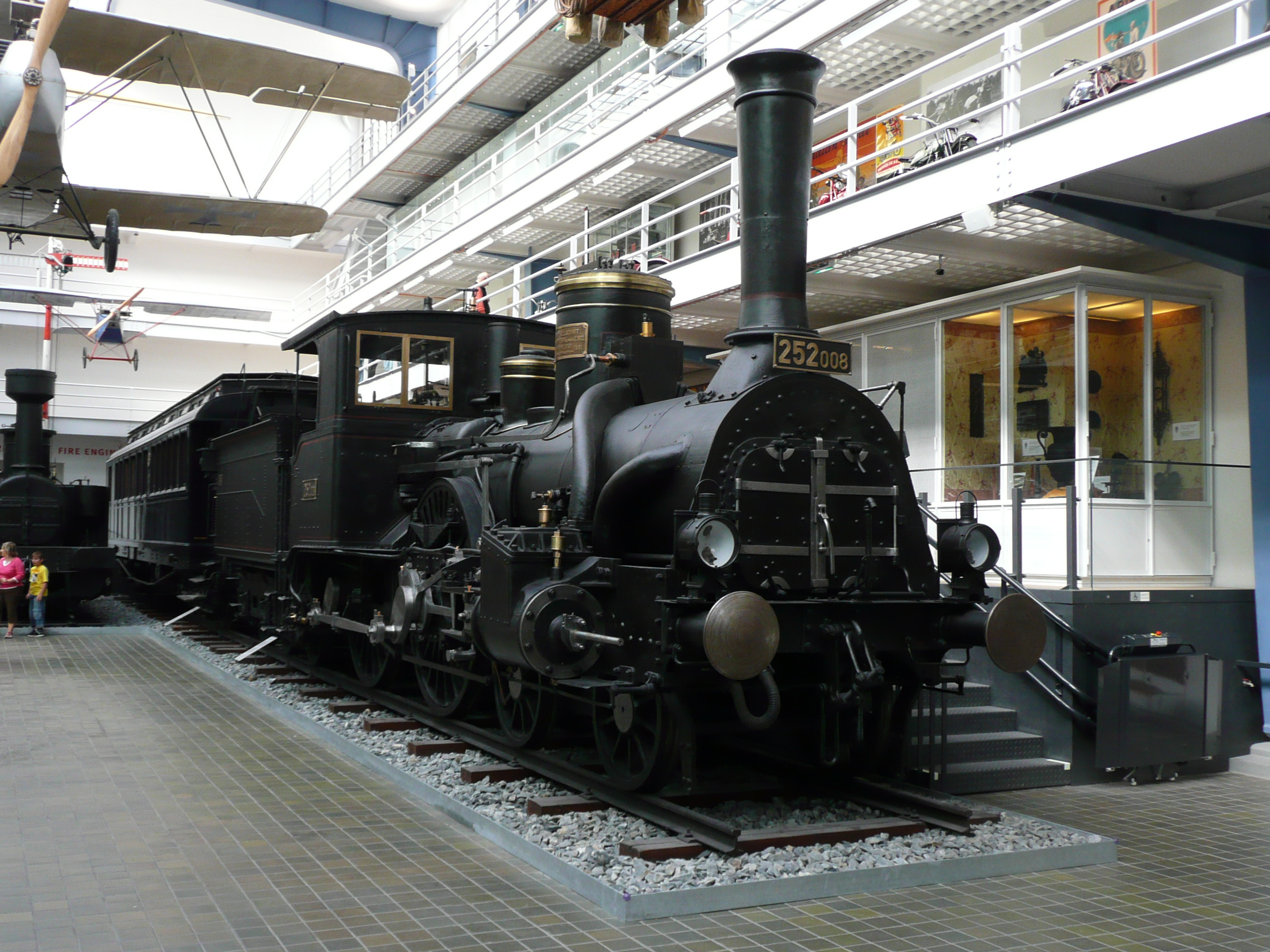
A ČSD 250.008 a Prágai Nemzeti Műszaki Múzeumban

A sorozatból az egykori Ic Nr.: 92, ma  ČSD 250.008 pályaszámú mozdony a Prágai Nemzeti Műszaki Múzeum látható kiállítva.

### Fordítás
- Ez a szócikk részben vagy egészben  a   kkStB 301 című német Wikipédia-szócikk fordításán alapul.  Az eredeti cikk szerkesztőit annak laptörténete sorolja fel. Ez a jelzés csupán a megfogalmazás eredetét és a szerzői jogokat jelzi, nem szolgál a cikkben szereplő információk forrásmegjelöléseként.